# 窗玉属
窗玉属（学名：Fenestraria）也称棒叶花属，为番杏科的一个属。

## 物种
本属包括以下物种：
- 五十铃玉 Fenestraria aurantiaca
- 群玉 Fenestraria rhopalophylla (N.E.Br.) H.E.K.Hartmann